# Carlisle Cullen
O Dr. Carlisle Cullen é um dos personagens fictícios dos livros Twilight (Crepúsculo), New Moon (Lua Nova), Eclipse, Breaking Dawn (Amanhecer), A Breve Segunda Vida de Bree Tanner: Uma história de Eclipse e Midnight Sun. Foi considerado o personagem mais rico da ficção em 2010 pela revista Forbes, com uma fortuna calculada em US$ 34,5 bilhões.

## História
Carlisle Cullen era filho de um pastor anglicano, nascido em 1° de Julho de 1640 em Londres, Inglaterra durante um período de turbulência religiosa.
O pai de Carlisle e outros pastores lideraram caçadas contra lobisomens, bruxas e vampiros, dizendo estarem livrando o mundo do mal e do pecado, mas muitas vezes os grupos mataram cidadãos inocentes, os confundindo com as criaturas que procuravam alucinadamente. Como seu pai já estava idoso, Carlisle acabou sendo encarregado de sua tarefa.
Ele ficara menos a vontade com a matança, porém era mais lógico e mais paciente em fazer as acusações, diferente de seu pai. Também foi inteligente o bastante para encontrar um verdadeiro grupo de vampiros nos esgotos de Londres. Liderou o ataque, porém, durante todo aquele caos, acabou sendo mordido por um vampiro, que também atacou outro homem e matou outros dois. Sabendo que não seria bem acolhido em casa, se escondeu numa plantação de batatas por longos três dias, onde suportou em silêncio todo o processo de transformação extremamente doloroso. Depois, surgiu como um vampiro.
Carlisle ficou aterrorizado com o que havia se tornado e tentou se matar de diversas formas, entre elas inanição, afogamento, pular de penhascos etc. Nada funcionou graças a sua força e poder de um vampiro "recem-criado". Desesperado, ele atravessou o Canal da Mancha a nado, e ao "chegar do outro lado", atacou e se alimentou com o sangue de um rebanho de cervos. Ele então descobriu que poderia viver se alimentando de sangue animal, ao invés de sangue de pessoas. O que ele considerou mais humano.
Carlisle encontrou vida nova através desse fato e passou dois séculos aperfeiçoando-se para conseguir resistir a luxúria causada pelo sangue humano. Ele passava as noites estudando e, de dia, colocava sua aprendizagem à prova. Era conhecido como "noturno patrono das artes". Como resultado de seu esforço e estudo, foi capaz de se tornar um magnífico médico, com o intuito de salvar vidas ao invés de tirá-las.Durante uma conversa com Jacob Black,no livro Amanhecer Pt.2,ele revela que os vampiros possuem 25 cromossomos e os Lobismens/Transfiguradores possuem 24,5 cromossomos.
Estava estudando na Itália, quando conheceu os líderes Volturi, que incluíam três vampiros, Aro, Marcus e Caius. Eles eram mais civilizados e refinados do que os vampiros dos esgotos de Londres, porém ainda assim se alimentavam de sangue humano. Mesmo que eles tentassem convencer Carlisle a beber sangue humano, ele não quis e então resolveu seguir para o "Novo Mundo". Acabou indo trabalhar em um hospital em Chicago durante a epidemia da gripe espanhola, trabalhando durante o turno da noite e, depois fingindo dormir em casa, sentia-se culpado por não poder salvar mais vidas durante o dia. Durante a epidemia, Carlisle encontrou Elizabeth Masen, que tinha a doença, porém havia chances de viver, se não fosse por se mostrar tão persistente ao querer ela mesma cuidar do filho, Edward, que estava morrendo de Influenza também. Elizabeth implorou para que Carlisle curasse seu filho alegando saber que ele era o único capaz disso. Nisso, Elizabeth morreu. Embora estivesse confuso, Carlisle percebeu que Edward estava prestes a morrer e sozinho no mundo. Então, transformou-o em vampiro, em 1918, saindo assim de sua solidão. Pouco depois, em 1921, se mudaram para Wisconsin, onde tratou de Esme, depois de uma fracassada tentativa de suicídio pela perda de seu filho. Carlisle se sentiu obrigado a salvá-la e se apaixonou por ela. Se casaram algum tempo depois.
Depois, se juntaram a eles Rosalie Hale, uma jovem mulher que estava quase morta ao ser espancada e violentada pelo noivo Royce King e alguns amigos, que estavam bêbados. Dois anos depois, enquanto caçava, Rosalie encontrou um jovem homem chamado Emmett, que estava sendo atacado por um urso pardo. Ela o carregou mais de 100 kilometros até Carlisle, que o transformou e, dali em diante, Rosalie e Emmett são amantes. Foi quando Carlisle e sua família se mudaram para Forks, Washington, onde fizeram acordo com uma tribo indígena, os Quileutes, que deixariam os Cullen em paz se eles não mordessem ninguém e não invadissem suas terras. Eles viviam em paz até que os Cullen partiram.
Entre sua estadia em Forks, Alice e Jasper, um casal de vampiros os encontrou e foram aceitos entre os Cullen. No início de Crepúsculo, eles viviam em Forks há dois anos e Carlisle trabalhava como médico no hospital local. Com as riquezas adquiridas por sua bem sucedida carreira médica através dos séculos, Carlisle possui uma Mercedes S55 AMG preta.

## Relacionamentos amorosos

### Esme Cullen
Esme é a figura materna da família, já que ela é fisicamente a mais velha, com vinte e seis anos. Esme é a esposa e verdadeiro amor de Carlisle. Carlisle a transformou depois de uma fracassada tentativa de suicídio. Às vezes ela se perturba por não poder conceber um filho, mas ela e Carlisle amam os jovens Cullen como se fossem filhos biológicos.

## Características
Alto, bonito, com cabelos loiros penteados para trás e musculoso. Descrito pelo pai de Bella como um homem lindo. Bella o descreve como parecendo "o irmão mais novo e mais bonito de Zeus". Possui 1,88 de altura e fisicamente tem 23 anos.
Ao transformar-se em vampiro, Carlisle obteve muitas habilidades extras, como correr em alta velocidade e força. Porém ele ainda possui uma incrível e incomparável compaixão. Carlisle tem uma teoria de que as pessoas que se tornam vampiras trazem para a nova vida coisas de sua vida passada. Como Edward, Jasper e Alice por exemplo. A habilidade especial de Carlisle é a compaixão.
Como Carlisle é imortal, ele teve séculos de preparo e estudo e, graças a isso, se tornou um magnífico médico. Ao contrário de outros vampiros, ele não fica tentado ao ver sangue. Ele usa sua "maldição".

### Personalidade e traços
Quando humano, Carlisle foi descrito como "inteligente, carinhoso e compassivo", coisas que ele levou para a vida de vampiro. Ele também foi persistente e inteligente o suficiente para monitorar criaturas humanóides tais como vampiros e bruxas.
Sua compaixão o levou a se tornar um médico o qual, por sua vez, o levaram a desenvolver uma quase perfeita imunidade para o aroma de sangue humano. A sua forte capacidade de amar é vista por seu carinhoso relacionamento com Esme, sua esposa, Edward, Alice, Jasper, Rosalie e Emmett seus filhos adotivos, e com Bella, esposa de Edward, a quem Carlisle ama e cuida como se fosse sua própria filha.

## No cinema
O ator Peter Facinelli foi escolhido para interpretar Carlisle no cinema, com cinco filmes já lançados, Crepúsculo, Lua Nova, Eclipse, Amanhecer Parte 1 e Amanhecer - Parte 2.